# بیماری قارچ کف سر
قارچ کف سر یک نوع بیماری پوستی است که در پوست سر دیده می‌شود. باعث خارش کف سر و ایجاد شوره‌هایی در لا به لای موها می‌شود.

## علائم بیماری قارچ کف سر
علائم بیماری قارچ کف سر یا کچلی، به صورت حلقه‌های کوچک و گاهی بزرگ قرمز و متورم بر روی پوست سر است. این حلقه‌ها همراه با خارش و ایجاد پوسته‌هایی بر روی سر است که به صورت شوره نمایان می‌شود.

## درمان بیماری قارچ کف سر
این بیماری به جهت نفوذ به عمق لایه‌های پوست سر، و حتی به عمق مو و فولیکول آن، باعث ریختن مو در آن ناحیه می‌شود و کچلی ایجاد می‌کند. پس حتماً با دیدن علائم ذکر شده، به پزشک مراجعه نمائید و در درمان آن کوشا باشید.

## تذکر مهم
این بیماری مسری است و باید از تماس با افراد سالم بپرهیزید. در ضمن باید وسایلی که با سر در تماس هستند مانند کلاه، روسری، روبالشی و … فقط به صورت شخصی استفاده شود و هر روز ضدعفونی شود.